# Vấn đề môi trường ở Việt Nam
Có rất nhiều vấn đề môi trường ở Việt Nam, một phần do hậu quả từ Chiến tranh Việt Nam, cũng như quá trình công nghiệp hóa nhanh chóng của Việt Nam từ sau cuộc cải cách kinh tế vào năm 1986 còn được gọi là Đổi Mới. Theo báo cáo từ chính phủ Việt Nam năm 2001, một số vấn đề chính được nêu ra là ô nhiễm đất, tài nguyên rừng bị suy thoái, mất đa dạng sinh học, ô nhiễm nước, ô nhiễm không khí và vấn đề quản lý chất thải rắn.
Gần đây, vấn đề biến đổi khí hậu đang trở thành một mối quan tâm lớn tại Việt Nam. Theo một nghiên cứu của Ngân hàng Thế giới năm 2007 cho thấy Việt Nam là một trong những quốc gia chịu ảnh hưởng nặng nề nhất từ biến đổi khí hậu.
Tổng cục Môi trường Việt Nam thuộc Bộ Tài nguyên và Môi trường có trách nhiệm chính trong vấn đề môi trường ở Việt Nam. Ở cấp tỉnh, các Sở Tài nguyên và Môi trường là đơn vị chịu trách nhiệm. Các tổ chức phi chính phủ, như Viện Kinh tế sinh thái cũng đóng một vai trò về vấn đề này.

## Lịch sử

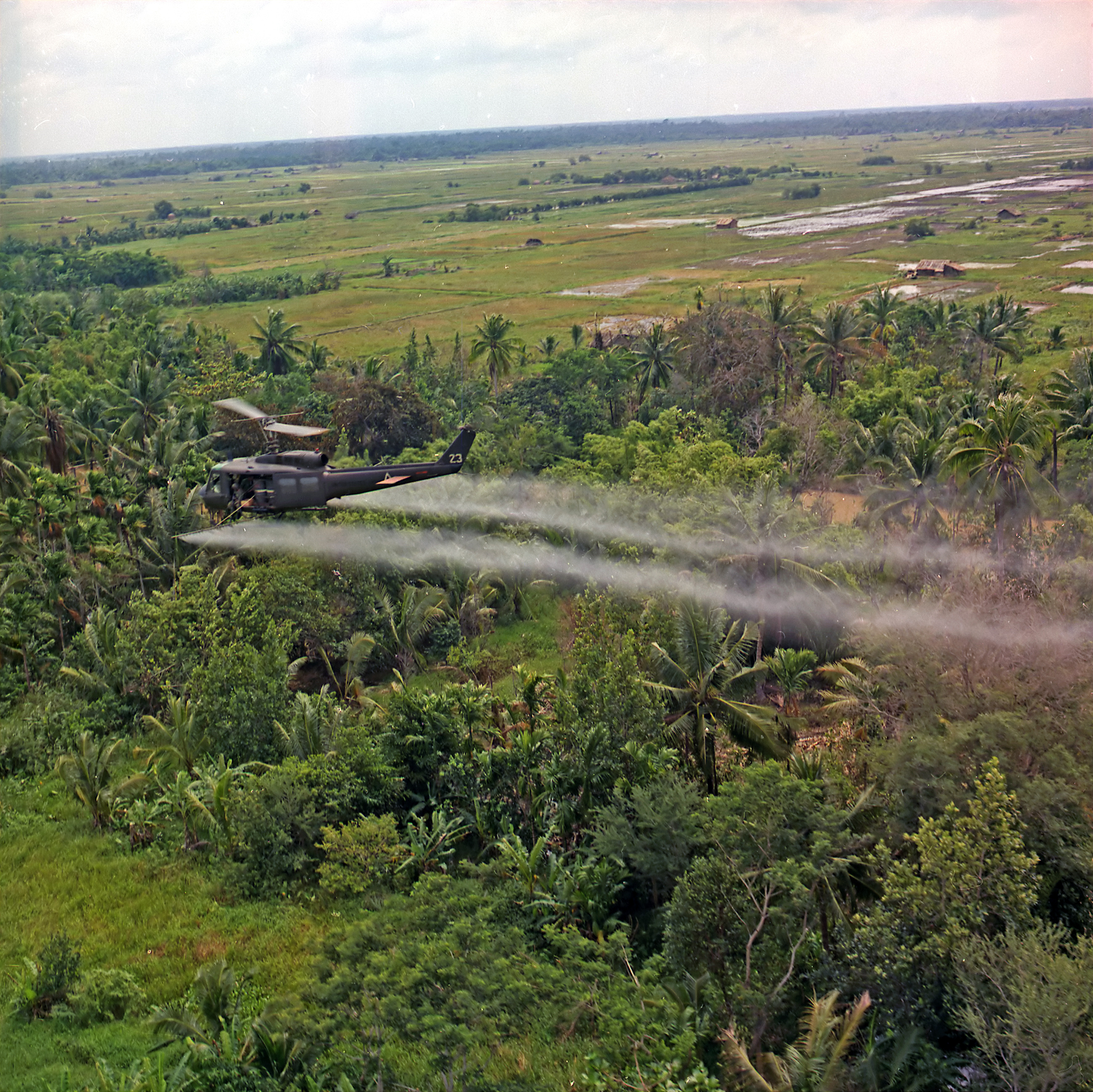
Chất diệt cỏ do quân đội Mỹ rải xuống Việt Nam

Từ năm 1961 đến năm 1971, quân đội Hoa Kỳ cấp cho Việt Nam Cộng Hòa sử dụng hơn 19 triệu gallon chất diệt cỏ, trong đó có hơn 12 triệu gallon chứa dioxin gây ô nhiễm nghiêm trọng thường được gọi là Chất độc da cam. Tuy nhiên, những nghiên cứu về mức độ ảnh hưởng sau này còn tương đối hạn chế. Số liệu từ năm 2009 cho thấy tổng lượng đất canh tác trong tổng số đất là khoảng 20 phần trăm.
Thông qua kế hoạch cải cách kinh tế bắt đầu vào năm 1986, bước vào thời kì Đổi Mới, Việt Nam cho thấy sự tăng trưởng đáng kể trong phát triển kinh tế. Những cải cách doanh nghiệp và nông nghiệp đã đem lại thành công, với 30.000 doanh nghiệp tư nhân, từ những năm 1990 đến 2005 nghèo đói đã giảm từ 50 phần trăm xuống còn 29 phần trăm dân số. Tuy nhiên, một số báo cáo đã chỉ ra rằng do sự tăng dân số quá nhanh đã tạo nên một gánh nặng lên lớn đến môi trường, dẫn đến sự xung đột giữa phát triển kinh tế và bảo vệ môi trường.

## Nguyên nhân chính

### Môi trường nước
Trong việc cung cấp nước đô thị tồn tại một sự khác biệt lớn giữa các thành phố lớn và nhỏ. Nước máy là nguồn cung cấp nước có sẵn tại các thành phố lớn như Thành phố Hồ Chí Minh và Hà Nội gần như là toàn bộ người dân được sử dụng nước máy, trong khi đó ở các thành phố nhỏ hơn chỉ có 60%.. Tại các khu vực nông thôn, 75% dân số tiếp cận được nguồn nước sạch, nhưng chỉ có 51% số hộ ở nông thôn có hố xí hợp vệ sinh. Khoảng 60% các Công ty Sản xuất nước (WPCS) tham gia vào thị trường nước đóng tại các khu vực đô thị. Tuy nhiên cho đến nay việc cung cấp nước phần lớn là do Chính phủ thực hiện. Các WPCS ngày càng giảm hoạt động..
Tại các khu vực nông thôn, giếng đào vẫn là nguồn nước quan trọng nhất, chiếm 39-44%. Chỉ có 10% dân số nông thôn được cấp nước bằng đường ống.. Ô nhiễm nước gây ra thiệt hại lớn nhất tại khu vực Đồng bằng Sông Cửu Long. Đồng bằng này được coi là vựa lúa của Việt Nam. Ô nhiễm nước là nguyên nhân tăng nhanh tỷ lệ bệnh tiêu chảy, do hầu hết người dân ở khu vực này phụ thuộc vào nguồn nước mặt sông.
Bệnh lây qua đường nước phổ biến ở Việt Nam là tả, sốt thương hàn, lỵ, tiêu chảy và viêm gan A. Trong trường hợp của bệnh tả, mặc dù số người chết do dịch tả đã không nhiều hơn 2 từ năm 1996, nhưng số lượng các trường hợp được báo cáo của bệnh tả là vẫn còn khá cao. Do nguồn nước uống bị ô nhiễm bởi vi khuẩn, số lượng các ca được báo cáo bệnh tả là trên 500, đạt 1900 trong năm 2007, và 600 trong năm 2010. Tỷ lệ tử vong do bệnh tả gần như 0% kể từ năm 1999. Trong năm 2009, số lượng các ca bệnh tiêu chảy được báo cáo là 296.000 trong tổng số. Theo WHO, số trường hợp chết có liên quan đến tình trạng vệ sinh môi trường nước trong năm 2004 ở Việt Nam là 5938. Một thực tế đáng ngạc nhiên là trong tổng số 5938 người chết, thì có đến 4905 là trẻ em dưới 5 tuổi, điều này có nghĩa trẻ em là nạn nhân chính của vấn đề vệ sinh nước, vệ sinh môi trường.

### Ô nhiễm không khí
Việt Nam là một nước đang phát triển nhanh, với hơn 90 triệu người vào năm 2014. Tuy nhiên phát triển kinh tế lại không quan tâm đến bảo vệ môi trường như tình trạng phá rừng ngày càng tăng, không kiểm soát được tiêu chuẩn khí thải xe, gây ô nhiễm xăng do khí thải của xe máy, quy hoạch đô thị nghèo nàn đã gây ra một áp lực lớn đến môi trường không khí, chất lượng không khí ở các thành phố lớn ngày càng giảm.
Thành phố Hà Nội đứng trong top đầu thế giới về ô nhiễm môi trường không khí trong nhiều năm. Đường phố xảy ra thường xuyên tình trạng ngập trong sương mù khói bụi bẩn trên đường.

### Môi trường biển
Việt Nam có đường bờ biển dài hơn 3200 km với nhiều hệ rừng ngập mặn đặc thù có tính đa dạng sinh học cao. Tuy nhiên diện tích rừng ngập mặn của Việt Nam đang giảm nhanh. Trong thời gian 1943 - 1995, 
diện tích rừng ngập mặn vùng đồng bằng sông Cửu Long giảm từ hơn 154.000ha xuống còn 
không đầy 15.174ha, bình quân mất khoảng 2.670 ha/năm. Rừng ngập mặn thuộc tỉnh Quảng 
Ninh và thành phố Hải Phòng cũng bị chặt phá hàng loạt cho mục đích khai hoang, lấn biển. 
Hàng ngàn ha rừng ngập mặn khu vực Yên Mỹ, Đồng Rui, Cái Dăm (Quảng Ninh); Đình Vũ, Tiên 
Lãng (Hải Phòng) đã được khoanh bao làm đầm nuôi thủy sản.
Phát triển công nghiệp trên bờ và các lưu vực sông lớn làm cho vùng biển ven bờ và cửu sông Việt Nam bị ô nhiễm, có nơi ở mức nghiêm trọng. Hoạt động hàng hải cũng gây ô nhiễm lớn, do nước thải từ các phương tiện vận tải. Nước thải thường phát sinh từ phương tiện hàng hải, nhà máy đóng mới và sửa chữa tàu biển, cảng biển, bãi và kho chứa hàng. Nhiều rạn san hô bị chết, hiện tượng thủy triều đỏ xuất hiện một số nơi. Ngoài ra, các vụ va chạm tàu thuyền trên biển làm tràn hóa chất, dầu, các chất độc hại... cũng là một trong những nguyên nhân làm ảnh hưởng đến môi trường biển và hệ sinh thái khu vực ven biển.

## Sự cố
- Vụ Vedan xả chất thải ra sông Thị Vải
- Cá chết hàng loạt ở Việt Nam năm 2016
- Vụ thay thế cây ở Hà Nội 2015
- Cát tặc và sự kiện bán cát Việt ra nước ngoài 2017
- Sự cố thủy điện Sông Tranh 2
- Nạn phá rừng ở Việt Nam
- Khói mù Đông Nam Á 2015